# فلز سنگین سمی

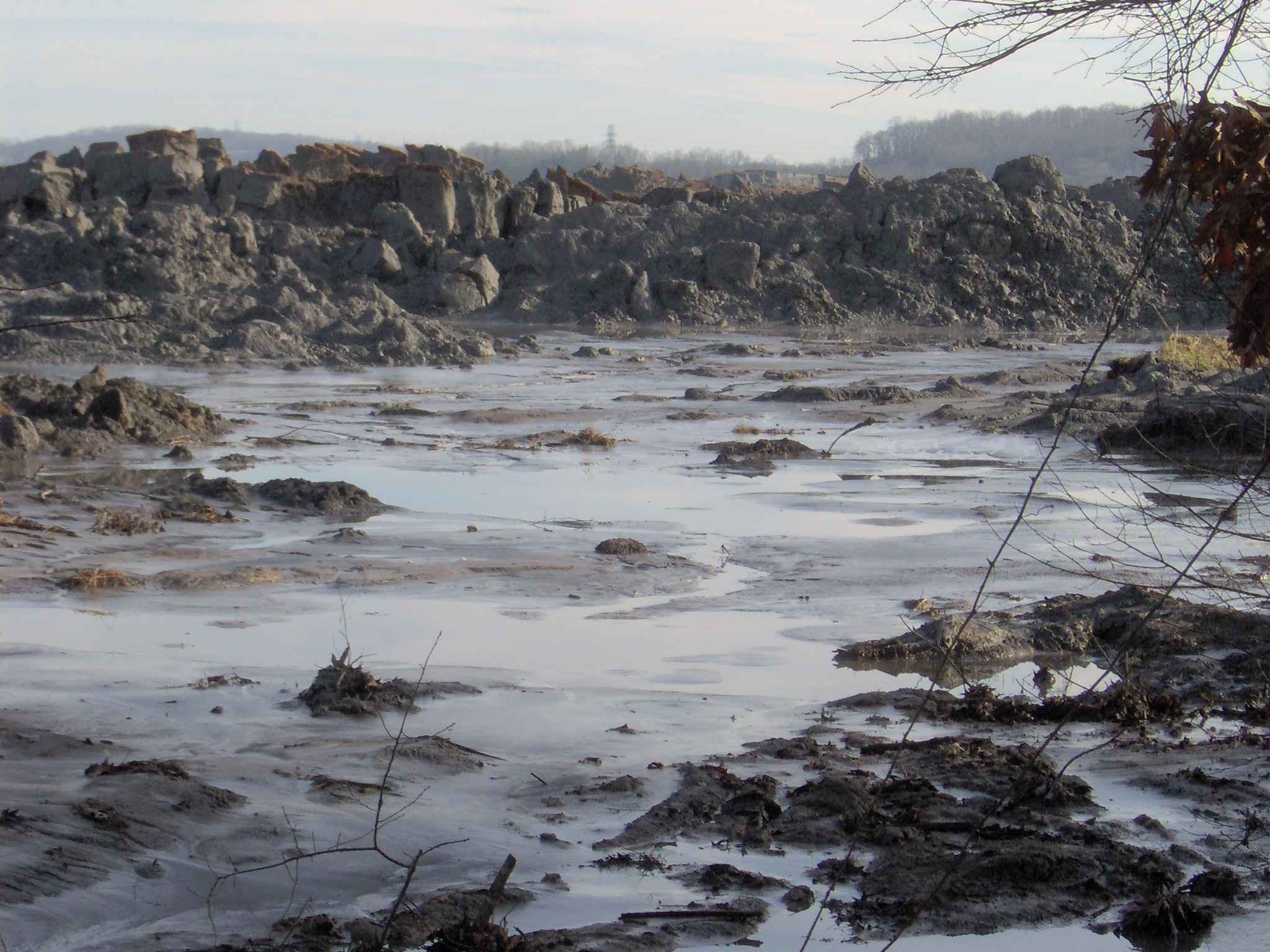
دیوار خاکستر بادی زغال سنگ از انتشار دوغاب ۵٫۴ میلیون یارد مکعبی خاکستر در رودخانه امری، تنسی، در سال 2008. آب رودخانه با فلزات سمی از جمله آرسنیک، مس، باریوم، کادمیوم، کروم، سرب آلوده شده بود. جیوه، نیکل و تالیوم. هزینه‌های پاکسازی ممکن است بیش از ۱٫۲ میلیارد دلار باشد.

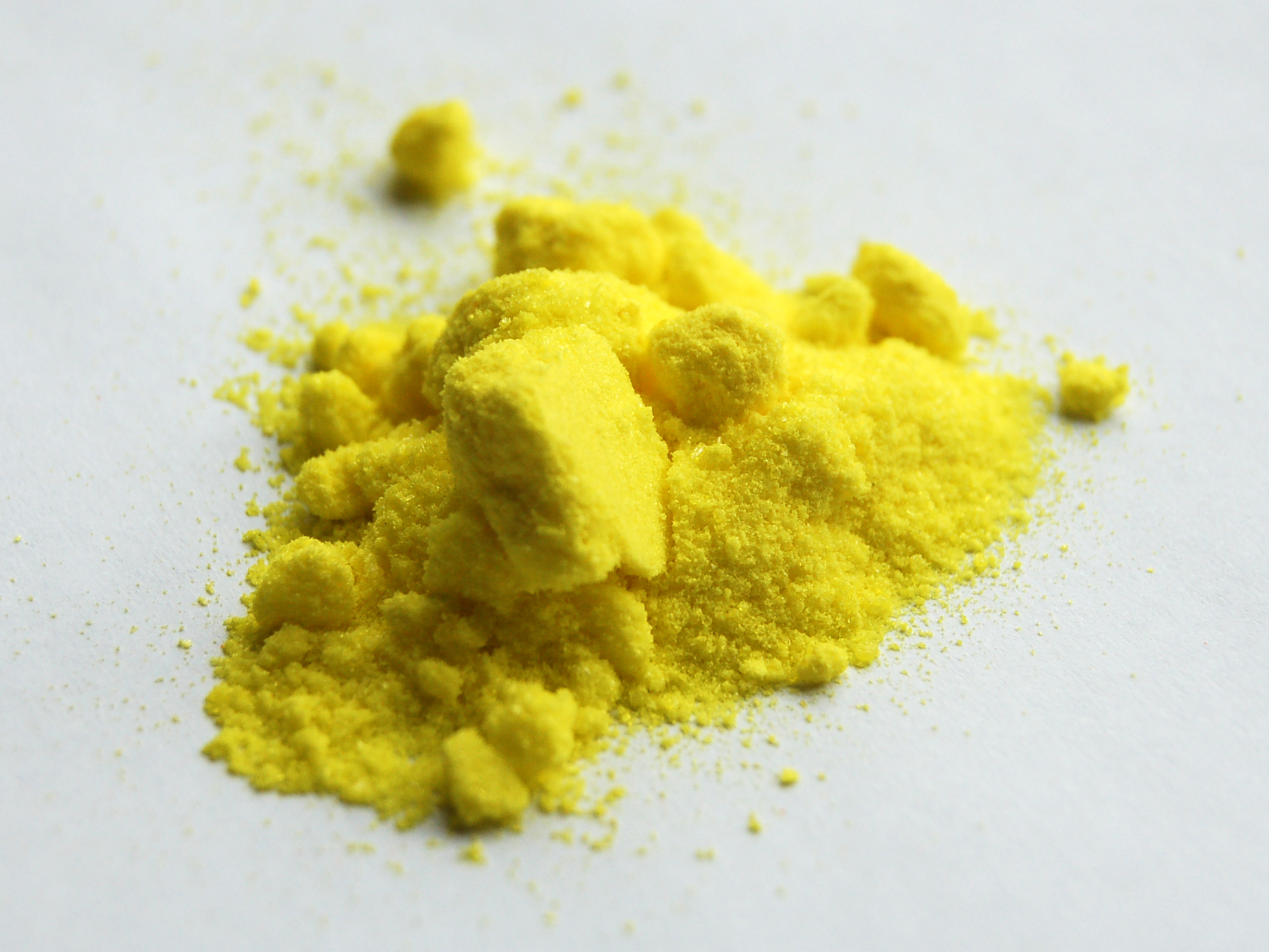
کرومات پتاسیم، یک ماده سرطان‌زا، در رنگرزی پارچه‌ها و به عنوان عامل دباغی برای تولید چرم استفاده می‌شود.

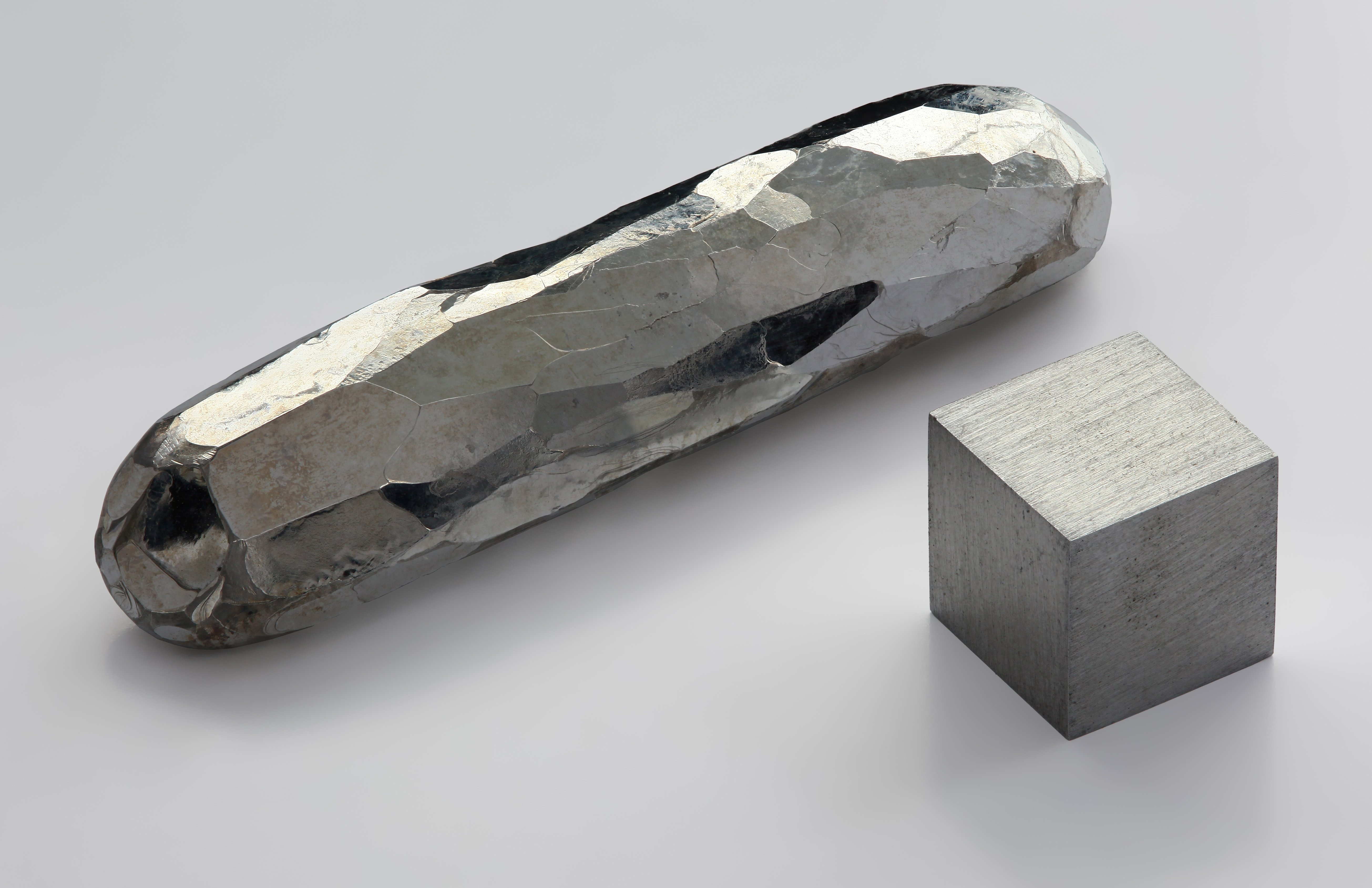
نوار کادمیوم با خلوص ۹۹٫۹۹۹٪ و مکعب ۱ سانتی‌متر ^{مکعب}

یک آنیون فلزی EDTA. سرب کلسیم را در Na_{2}[CaEDTA] جابجا می‌کندNa_{2}[CaEDTA] Na_{2}[CaEDTA] برای دادن Na_{2}[PbEDTA] Na_{2}[PbEDTA] که از طریق ادرار از بدن خارج می‌شود.

یک فلز سنگین سمی یک اصطلاح رایج اما گمراه‌کننده برای یک عنصر فلزی است که به دلیل سمیت بالقوه آن مورد توجه قرار می‌گیرد.  همه فلزهای سنگین سمی نیستند و برخی از فلزهای سمی سنگین نیستند.  عناصری که اغلب به عنوان سمی مورد بحث قرار می‌گیرند، عبارتند از کادمیم، جیوه و سرب،  که همگی در فهرست ۱۰ ماده شیمیایی مورد نگرانی عمومی سازمان جهانی بهداشت دیده می‌شوند.  نمونه‌های دیگر عبارتند از کروم و نیکل،  تالیوم، بیسموت، آرسنیک، آنتیموان و قلع. 

## اثرات زیان‌بار
فلزهای سمی «می‌توانند به اجزای حیاتی سلولی مانند پروتئین‌های ساختاری، آنزیم‌ها و اسیدهای نوکلئیک متصل شوند و در عملکرد آنها اختلال ایجاد کنند.»  علائم و اثرات ممکن است بستگی به ترکیب فلز یا فلز و دوز درگیر متفاوت باشد. به‌طور کلی، قرار گرفتن درازمدت در مواجهه با فلزهای سنگین سمی می‌تواند اثرات سرطان‌زا، سیستم عصبی مرکزی و محیطی و گردش خون داشته باشد. برای انسان، تظاهرات معمولی مرتبط با قرار گرفتن در معرض هر یک از فلزهای سنگین سمی «کلاسیک» ، یا کروم (یک فلز سنگین سمی دیگر) یا آرسنیک (یک متالوئید)، در جدول نشان داده شده است. 
| عنصر    | مواجهه حاد معمولاً یک روز یا کمتر                                                 | قرار گرفتن در معرض مزمن اغلب ماه‌ها یا سال‌ها |
| کادمیوم | پنومونیت (التهاب ریه)                                                            | سرطان ریه استئومالاسی (نرم شدن استخوان‌ها) پروتئینوری (پروتئین اضافی در ادرار، آسیب احتمالی کلیه)                                                                                |
| عطارد   | اسهال تب استفراغ کردن                                                            | استوماتیت (التهاب لثه و دهان) حالت تهوع سندرم نفروتیک (اختلال غیر اختصاصی کلیه) نوراستنی (اختلال عصبی) پاراژئوزیا (طعم فلزی) بیماری صورتی (درد و تغییر رنگ صورتی دست و پا) لرزش |
| سرب     | انسفالوپاتی (اختلال عملکرد مغز) حالت تهوع استفراغ کردن                           | کم خونی آنسفالوپاتی افتادگی پا / افتادگی مچ (فلج) نفروپاتی (بیماری کلیه) |
| کروم    | خونریزی دستگاه گوارش (خونریزی) همولیز (تخریب گلبول‌های قرمز) نارسایی حاد کلیه     | فیبروز ریوی (اسکار ریه) سرطان ریه |
| آرسنیک  | حالت تهوع استفراغ کردن اسهال آنسفالوپاتی اثرات چند اندامی آریتمی نوروپاتی دردناک | دیابت هیپوپیگمانتاسیون / هیپرکراتوزیس سرطان |